# Mercury (кристаллография)
Mercury — бесплатное программное обеспечение, разработанное Кембриджским центром кристаллографических данных. Первоначально разработано как инструмент визуализации кристаллической структуры . Mercury предоставляет возможность трехмерной визуализации кристаллической структуры, а также рисовании и анализе кристаллической упаковки и межмолекулярных взаимодействий. Текущая версия Mercury может читать файлы типов «.cif», «.mol», «.mol2», «.pdb», «.res», «.sd» и «.xyz». Mercury имеет собственный формат файла с расширением имени файла «.mryx».

## История
Кембриджский центр кристаллографических данных (CCDC) разработал и запустил две программы, названные ConQuest и Mercury, которые работают под Windows и различными типами Unix, включая Linux. ConQuest как поисковый интерфейс для Cambridge Structural Database (CSD) с кодом Fortran, который выполняет широкий спектр задач, таких как поиск двухмерных и трехмерных подструктур. Программа Mercury представлена как визуализатор кристаллической структуры, обладающий возможностями работы с межмолекулярными контактами. Программа Mercury полностью написана на объектно-ориентированном C++. Для создания графического интерфейса используется библиотека C++ Qt, а для рендеринга трехмерной графики — OpenGL. Основная цель первого поколения Mercury была обеспечить трехмерное изображение кристаллических структур в форматах .MOL2, .PDB, .CIF, .MOL. В первой версии около 2800 пользователей подписались на список обновлений Mercury по электронной почте. Версия Mercury 2.0, выпущенная в 2008 году, содержит дополнительные инструменты для интерпретации и сравнения тенденций упаковки в кристаллических структурах. С 2015 года Mercury предоставляет дополнительные функции для создания 3D-печати. Текущая версия 4.0 Mercury в большей степени усовершенствовала свой визуальный интерфейс по сравнению со своими старыми версиями.

## Лицензия
Mercury доступен в виде бесплатной загрузки программного обеспечения и полной версии Mercury с более расширенными функциями, доступными с лицензией CSD, расширенные функции отключаются при отсутствии такой лицензии. Кембриджский центр кристаллографических данных (CCDC) предоставляет лицензию CSD академическим учреждениям.